# Voo Med Jets 056

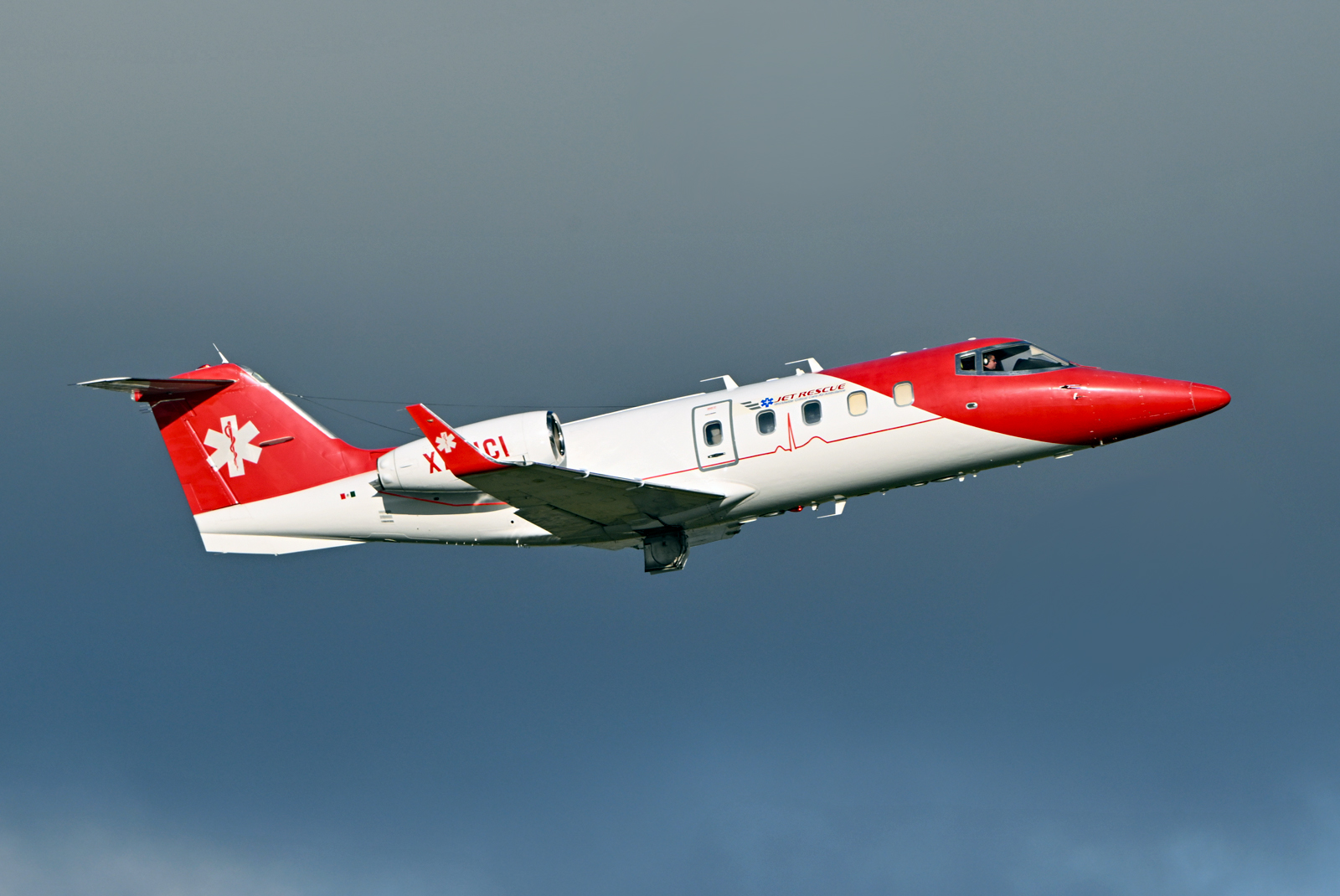
Ambulância aérea Jet Rescue XA-UCI LJ55 YVR envolvida no acidente

Em 31 de janeiro de 2025, pouco depois das 18h (horário local) (23h UTC), um Learjet 55 operado pela Med Jets SA de CV em nome da Jet Rescue Air Ambulance, realizando o voo de evacuação médica Med Jets Flight 056, decolou do Aeroporto do Nordeste de Filadélfia com destino ao Aeroporto Internacional de Tijuana, no México, tendo uma parada programada no Aeroporto Nacional de Springfield–Branson, no estado do Missouri. Poucos instantes após a decolagem, a aeronave caiu na cidade de Filadélfia, Pensilvânia, nos EUA, resultando na morte de todas as seis pessoas a bordo.
Entre os ocupantes estavam uma paciente infantil e sua mãe. A aeronave atingiu vários prédios e veículos durante o impacto, causando incêndios e explosões.

## Antecedentes

### Aeronave
A aeronave envolvida no acidente era um Learjet 55 operado pela Jet Rescue Air Ambulance, registrada sob a matrícula XA-UCI e número de série AC 55-032, fabricada em 1982. De acordo com um comunicado da Administração Federal de Aviação (FAA), a aeronave decolou do Aeroporto do Nordeste de Filadélfia às 18h06 (horário local), com destino ao Aeroporto Nacional de Springfield-Branson, localizado a noroeste de Springfield, no Condado de Greene, Missouri.

### Condições meteorológicas
Dados meteorológicos registrados pelo Serviço Nacional de Meteorologia dos Estados Unidos indicaram a presença de chuva leve, céu encoberto e condições de neblina no momento do voo. Além disso, uma rajada de vento de aproximadamente 48 km/h (29,8 mph) foi registrada pouco antes das 18h em Filadélfia.

### Passageiros e tripulação
Segundo informações da Administração Federal de Aviação e do Secretário de Transportes dos Estados Unidos, Sean Duffy, seis pessoas estavam a bordo do Learjet 55.
A Jet Rescue Air Ambulance, empresa mexicana especializada em transporte médico, informou que entre os ocupantes estavam quatro membros da tripulação, uma paciente pediátrica e seu acompanhante.
Segundo um porta-voz da empresa, a paciente pediátrica, uma menina, estava retornando ao México após concluir um tratamento médico na Filadélfia. Todas as seis pessoas a bordo eram de nacionalidade mexicana.

## Acidente

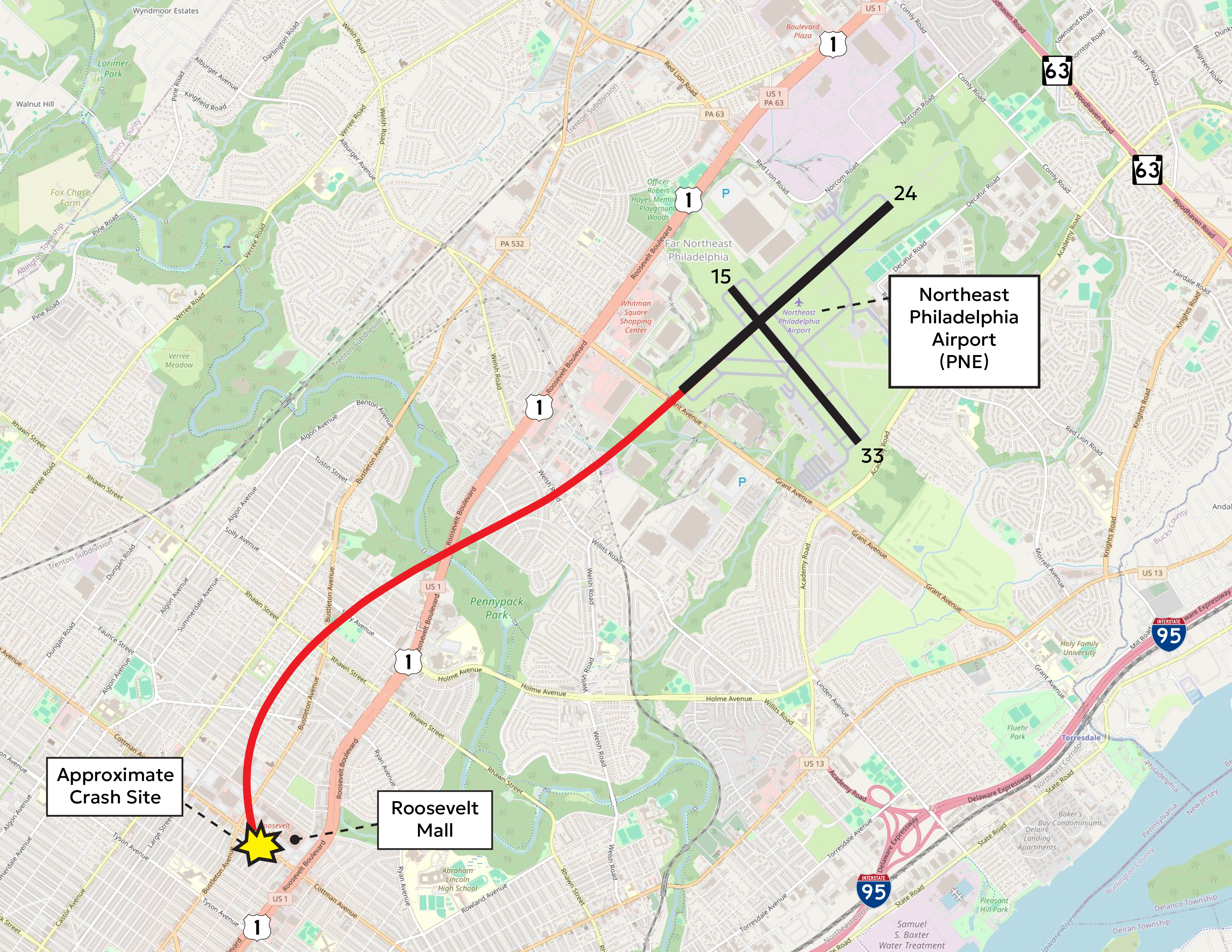
Mapa do local da queda do Learjet em Filadélfia, 2025

Por volta das 18h06 (horário da costa leste dos EUA) de 31 de janeiro de 2025, um Learjet 55 caiu em uma área próxima ao Roosevelt Mall, na interseção da Cottman Avenue com o Roosevelt Boulevard, em Filadélfia. A aeronave e os destroços atingiram vários edifícios da região.
A aeronave desapareceu dos radares segundos antes da queda, que ocorreu aproximadamente 40 segundos após a decolagem do Aeroporto do Nordeste de Filadélfia, a menos de 3 mi (4,83 km) do local do impacto, após atingir uma altitude de 1 650 ft (503 m). O último dado recebido pelo Flightradar24 indicava que o Learjet estava a 1 275 ft (389 m) de altitude e aumentando sua velocidade para 242 kn (448 km/h). A aeronave desceu a uma taxa aproximada de 11 000 ft/min (55,88 m/s).
Uma câmera de segurança Ring registrou o momento em que o avião caiu, seguido de uma grande explosão que gerou densas colunas de fumaça. Imagens da emissora WTXF-TV mostraram um grande campo de destroços e vários focos de incêndio ativos.
Vários imóveis, incluindo residências e estabelecimentos comerciais no Roosevelt Mall, além de veículos, foram incendiados pelo impacto. O fogo se espalhou para outras residências geminadas próximas, e múltiplas pessoas em solo ficaram feridas.
Seis pessoas que estavam no solo foram hospitalizadas com diferentes níveis de queimaduras. Três delas receberam alta no mesmo dia. Entre os feridos, estava uma pessoa que foi atingida na cabeça por destroços enquanto fazia uma refeição dentro de uma lanchonete.
O acidente foi o segundo envolvendo uma aeronave da Jet Rescue Air Ambulance, após a queda de um avião da companhia no México, em 2023, que resultou na morte de cinco pessoas.

## Consequências
A Administração Federal de Aviação (FAA) ordenou a suspensão temporária das operações no Aeroporto do Nordeste de Filadélfia após o acidente.
O Departamento de Polícia da Filadélfia mobilizou uma operação de emergência em toda a cidade para conter a propagação dos incêndios provocados pelo impacto da aeronave. Além disso, o Gabinete de Gestão de Emergências da Filadélfia implementou o fechamento de vias nas proximidades do local do acidente e orientou os motoristas a evitarem a área.

## Investigação
A Administração Federal de Aviação (FAA) anunciou que investigaria o acidente, sob a liderança do Conselho Nacional de Segurança nos Transportes (NTSB). O NTSB informou que um investigador chegou ao local em 31 de janeiro e que mais oficiais seriam enviados em 1º de fevereiro.

## Respostas
O Presidente dos Estados Unidos, Donald Trump, foi informado sobre o ocorrido. Em publicação na rede social Truth Social, ele descreveu o acidente como uma perda trágica de "almas inocentes" e elogiou o trabalho dos primeiros socorristas. Trump afirmou que "nosso pessoal está totalmente empenhado" e acrescentou: "Deus abençoe a todos".
O Governador da Pensilvânia, Josh Shapiro, coordenou esforços com a Prefeita da Filadélfia, Cherelle Parker, o Escritório de Gerenciamento de Emergências, o Departamento de Polícia da Filadélfia e o Departamento de Bombeiros da Filadélfia, garantindo que todos os recursos estaduais estivessem disponíveis para auxiliar na resposta ao incidente.
O vereador Mike Driscoll, representante do 6º Distrito e presidente do Comitê de Transporte e Utilidades, descreveu a situação como uma resposta emergencial ativa, com relatos de múltiplas vítimas fatais. Ele expressou seu pesar, afirmando: "Meu coração está pesado enquanto continuamos a aprender mais sobre este trágico acidente de avião." Driscoll pediu que o público evitasse a área e destacou a importância de apoiar os primeiros socorristas e as famílias afetadas.
Os times esportivos da Filadélfia, incluindo o Philadelphia Phillies (beisebol), Philadelphia 76ers (basquete), Philadelphia Eagles (futebol americano), Philadelphia Union (futebol) e Philadelphia Flyers (hóquei no gelo), manifestaram condolências e agradeceram aos primeiros socorristas em postagens na rede social X. O time de lacrosse indoor Philadelphia Wings também expressou solidariedade em sua página no Facebook.
A presidente do México, Claudia Sheinbaum, expressou suas condolências às vítimas do acidente e determinou que a Secretaria de Relações Exteriores prestasse assistência às famílias dos falecidos.